# Wilhelm Taucher
Wilhelm Amalia Taucher (* 26. Mai 1892 in Fürstenfeld; † 18. April 1962 in Graz) war ein österreichischer Ökonom, Hochschullehrer und Minister im autoritären Ständestaat.

## Biografie
Wilhelm Taucher wurde am 26. Mai 1892 als Sohn des Sparkassenbeamten Franz Taucher und dessen Ehefrau Anna (geborene Speciari) in Fürstenfeld geboren und am selben Tag auf den Namen Wilhelm Amalia getauft. Nach seiner allgemeinen Schulausbildung besuchte er das Gymnasium in Graz mit Matura 1911. Er studierte, unterbrochen durch Militärdienst im Ersten Weltkrieg, Rechts- und Staatswissenschaft an der Universität Graz und wurde dort 1918 zum Dr. iur. promoviert. Anschließend war er bei der Kammer für Handel, Gewerbe und Industrie der Steiermark tätig. Er habilitierte sich 1923 extern, lehrte zunächst als Privatdozent Finanzwissenschaft und Volkswirtschaftspolitik an der Universität Graz und wurde dort 1929 zum a.o. Professor ernannt. Er beriet ab 1935 den Landeshauptmann der Steiermark. Dem Landtag Steiermark gehörte er von 1934 bis 1936 an. Taucher wurde 1936 in der Zeit des Austrofaschismus zum Bundesminister für Handel und Verkehr in der Bundesregierung Schuschnigg III ernannt, aus der er im Februar 1938 ausschied. Von 22. Februar bis 12. März 1938 gehörte er als Ersatzmitglied für den zum Justizminister ernannten Ludwig Adamovich dem Staatsrat und dem Bundestag an.
Nach dem „Anschluss Österreichs“ verlor er seine Professur und leistete ab 1940 im Zweiten Weltkrieg erneut Militärdienst. Nach dessen Ende erhielt er 1945 ein Ordinariat für Volkswirtschaftslehre und Volkswirtschaftspolitik an der Universität Graz, als deren Rektor er 1954/1955 amtierte.
Er amtierte von 1949 bis 1953 auch als Beauftragter für den Marshallplan.

## Ehrungen
- Verleihung des Großkreuzes des österreichischen Verdienstordens 1937[2]
- Ehrenbürger der Stadt Graz 1952
- Eine Straße in seinem Geburtsort trägt seinen Namen.